# العلاقات المصرية الناوروية
العلاقات المصرية الناوروية هي العلاقات الثنائية التي تجمع بين مصر وناورو.

## مقارنة بين البلدين
هذه مقارنة عامة ومرجعية للدولتين:
| وجه المقارنة                                              | مصر           | ناورو                          |
| --------------------------------------------------------- | ------------- | ------------------------------ |
| المساحة (كم2)                                             | 1.01 مليون    | 21                             |
| عدد السكان (نسمة)                                         | 94.80 مليون   | 10.08 ألف                      |
| الكثافة السكانية (ن./كم²)                                 | 93.86         | 48.00 ألف                      |
| العاصمة                                                   | القاهرة       | ضاحية يارين                    |
| اللغة الرسمية                                             | اللغة العربية | اللغة الناورونية، لغة إنجليزية |
| العملة                                                    | جنيه مصري     | دولار أسترالي                  |
| الناتج المحلي الإجمالي (بليون دولار)                      | 235.37 مليار  | 113.88 مليون                   |
| الناتج المحلي الإجمالي (تعادل القوة الشرائية) بليون دولار | 998.67 مليار  | 162.98 مليون                   |
| الناتج المحلي الإجمالي الاسمي للفرد دولار أمريكي          | 3.61 ألف      | 9.83 ألف                       |
| الناتج المحلي الإجمالي للفرد دولار أمريكي                 |               |                                |
| مؤشر التنمية البشرية                                      | 0.690         |                                |
| رمز المكالمات الدولي                                      | +20           | +674                           |
| رمز الإنترنت                                              | .eg، .مصر     | .nr                            |
| المنطقة الزمنية                                           | ت ع م+02:00   | ت ع م+12:00                    |

## منظمات دولية مشتركة
يشترك البلدان في عضوية مجموعة من المنظمات الدولية، منها:
| علم المنظمة | اسم المنظمة                   | تاريخ انضمام مصر | تاريخ انضمام ناورو |
| ----------- | ----------------------------- | ---------------- | ------------------ |
|             | منظمة الشرطة الجنائية الدولية | 7 سبتمبر 1923    | ?                  |
|             | يونسكو                        | 22 يناير 1947    | 17 أكتوبر 1996     |
|             | الاتحاد البريدي العالمي       | ?                | ?                  |
|             | الأمم المتحدة                 | 24 أكتوبر 1945   | 14 سبتمبر 1999     |
|             | الاتحاد الدولي للاتصالات      | 9 ديسمبر 1876    | 10 يونيو 1969      |

## وصلات خارجية
- موقع وزارة الخارجية المصرية